# 聖弗朗西斯科 (塞爾希培州)
10°19′58″S 36°53′16″W / 10.33278°S 36.88778°W
聖弗朗西斯科（葡萄牙語：São Francisco），是巴西的城鎮，位於該國東北部，由塞爾希培州負責管轄，始建於1963年6月17日，面積83平方公里，海拔高度121米，2013年人口5,214，人口密度每平方公里63.15人。